# Marie Rambert
Dame Marie Rambert (Varsavia, 20 febbraio 1888 – Londra, 12 giugno 1982) è stata una ballerina e insegnante di danza polacca naturalizzata britannica.

## Biografia
Nata come Cyvia (o Cesia) Rambam a Varsavia, la Rambert influenzò in maniera significativa il balletto inglese, sia come ballerina sia come insegnante. Nel corso della sua carriera usò diversi cognomi, tutti trasformazioni del suo cognome originale, Rambam, come, oltre a Rambert, Ramberg o Rambach. Tra il 1912 e il 1913 collaborò con Les Ballets Russes diretti da Sergej Djagilev. 
Nel 1918 si trasferì in Inghilterra dove si perfezionò con Serafina Astafieva. Sposò nel 1918 il drammaturgo Ashley Dukes e nel 1920 fondò la propria scuola di danza.   Ebbe fra i propri allievi molti danzatori che in seguito collaborarono con lei e in seguito insegnò anche all'attrice Audrey Hepburn. Nel 1926 creò la sua compagnia, chiamata Marie Rambert Dancers che ebbe fra i collaboratori anche Tamara Karsavina. La compagnia ha, al giorno d'oggi, il nome di Ballet Rambert ed è la più antica compagnia di danza esistente in Gran Bretagna.
Essendo stata assistente di scena per la prima edizione de La sagra della primavera del 1913, nel 1979 collaborò con Millicent Hodson e Kenneth Archer alla ricostruzione della coreografia originale di Vaclav Nižinskij del balletto di Stravinskij. I lavori sulla coreografia furono completati nel 1987, cinque anni dopo la morte della Rambert; il 30 settembre la ricostruzione venne presentata dal Joffrey Ballet a Los Angeles.